# NGC 5190
NGC 5190 is een balkspiraalstelsel in het sterrenbeeld Hoofdhaar. Het hemelobject werd op 23 maart 1827 ontdekt door de Engelse astronoom John Herschel.

## Synoniemen
- UGC 8500,
- MCG 3-34-43
- ZWG 101.60
- ZWG 102.1
- IRAS13282+1823
- PGC 47482